# Be my shine 〜君を離さない〜
「Be my shine 〜君を離さない〜」（ビー・マイ・シャイン きみをはなさない）は、BOYFRIENDの日本での1枚目のシングル（通算4枚目）。

## 解説
- 日本での初のシングルリリース[1][2][3][4]。作詞にはパク・ヨンハ、超新星、同じビーイング系の坪倉唯子などの楽曲を手掛けた松井五郎が担当した[1][2][3][4]。
- 封入特典には「イベント"ハイタッチ会"の参加券付き各メンバー別直筆ラブメッセージ入りトレーディングカード」が付属している。
- テレビ朝日系「Break Out」及び8月度オープニング・テーマ、同局「お願い!ランキング」及びテレビ金沢「となりのテレ金ちゃん」8月度エンディング・テーマ。

## 収録曲

### CD（初回盤、ローソン・HMV盤）
1. Be my shine ～君を離さない～
作詞：松井五郎・Song Soo Yoon 作曲：Han Jae Ho・Kim Eung Soo・G-High・Lee Joo Hyoung 編曲：Han Jae Ho・Kim Eung Soo・Hong Seung Hyun
2. 君の知らない Story
作詞：松井五郎　作曲：Hwang Hyun 編曲：Hwang Hyun・Hond Seung Hyun
3. Be my shine ～君を離さない～ (Instrumental)
4. 君の知らない Story (Instrumental)

### CD（通常盤）
1. Be my shine ～君を離さない～
2. 君の知らない Story
3. BOYFRIEND ～JAPANESE VER.～
作詞：BRAVE BROTHERS・CHAKUN　作曲・編曲：BRAVE BROTHERS
4. Be my shine ～君を離さない～ (Instrumental)
5. 君の知らない Story (Instrumental)
6. BOYFRIEND ～JAPANESE VER.～ (Instrumental)

### CD（期間限定プライス盤）
1. Be my shine ～君を離さない～
2. Be my shine ～君を離さない～ (Instrumental)

### DVD（初回盤）
1. 「Be my shine ～君を離さない～」 MUSIC VIDEO
2. 日本武道館PREMIUM SHOWCASEからのスペシャル・エディット映像

### DVD（ローソン・HMV盤）
1. 「Be my shine ～君を離さない～」 MUSIC VIDEO
2. 未公開オフショット映像